# Pouteria hexastemon
Pouteria hexastemon är en tvåhjärtbladig växtart som beskrevs av Charles Baehni. Pouteria hexastemon ingår i släktet Pouteria och familjen Sapotaceae.
Artens utbredningsområde är Kamerun. Inga underarter finns listade i Catalogue of Life.